# Tom Clancy's Rainbow Six: Extraction
Tom Clancy's Rainbow Six: Extraction is een computerspel ontwikkeld door Ubisoft Montreal en uitgegeven door Ubisoft voor de PlayStation 4, Playstation 5, Windows, Xbox One en Xbox Series. Het tactisch schietspel is uitgekomen op 20 januari 2022.

## Spel
In het co-operatieve spel worden teams tot maximaal drie spelers ondersteund. Spelers moeten infiltreren op plaatsen die zijn ingenomen door buitenaardse wezens en daar bewijsmateriaal zien te verzamelen.
Elk level bestaat uit drie met elkaar verbonden sub-levels. Spelers krijgen willekeurig een van de 12 doelen toegewezen die ze moeten voltooien. Wanneer een gedeelte is voltooid, kan de speler ervoor kiezen het level te verlaten via extractie, of een sub-level doorspelen met hogere beloningen.
De gameplay is ook gericht op het stealthgenre. Spelers moeten geruisloos hun vijanden benaderen, zodat er niet meer monsters worden aangetrokken.

## Ontvangst
| Recensiescore             | Recensiescore               |
| Recensieverzamelaar       | Score                       |
| ------------------------- | --------------------------- |
| Metacritic                | 71% (PC) 73% (PS5) 71% (XS) |
| Publicist                 | Score                       |
| Electronic Gaming Monthly | 3/5                         |
| Game Informer             | 7,25                        |
| GameSpot                  | 7                           |
| IGN                       | 7                           |

Het spel ontving gemengde recensies. Men prees de gameplay, visuele uiterlijk, humoristische noten en spannende momenten. Kritiek was er op het verhaal en de hoge moeilijkheidsgraad.
Op Metacritic, een recensieverzamelaar, heeft het spel een gemiddelde score van 71,6% voor alle platforms.
In de eerste week na release waren er drie miljoen gelijktijdige spelers actief.

## Varia
- Tijdens de ontwikkeling was het spel bekend onder de titel Tom Clancy’s Rainbow Six Quarantine.